# Estadi White City
El White City Stadium fou un estadi situat a la ciutat de Londres (Anglaterra, Regne Unit), que es construí l'any 1908 per ser la seu dels Jocs Olímpics d'Estiu de 1908 celebrats en aquesta ciutat.
L'estadi fou inaugurat el 27 d'abril de 1908 pel rei Eduard VII del Regne Unit, i entre els mesos de juliol i octubre fou escenari dels Jocs Olímpics d'Estiu de 1908 celebrats a Londres, sent la seu de la competició d'atletisme, ciclisme, joc d'estirar la corda, futbol, gimnàstica, lacrosse, lluita, hoquei sobre herba, natació, rugbi a 15, salts, tir amb arc i waterpolo.
Posteriorment l'estadi fou utilitzat per a la celebració dels primers Jocs de l'Imperi Britànic l'any 1934 i del partit entre les seleccions d'Uruguai i França de la Copa del Món de Futbol de 1966. Així mateix s'utilitzà com a seu de curses de llebrers i d'automòbils.
L'any 1985 fou demolit per construir un complex d'oficines de la British Broadcasting Corporation (BBC), sent l'únic estadi olímpic demolit fins al moment.